# Partido Liberal (Noruega)
O Partido Liberal (em norueguês: Venstre, V) é um partido político da Noruega.
Fundado em 1884, o partido até a inícios do século XX, foi o principal partido da Noruega, mas, desde então, tem-se tornado um partido, eleitoralmente, pequeno. Apesar disto, o partido continuou a formar governos de coligação, alinhados com o centro-direita.
O partido segue uma ideologia liberal e social-liberal, defendendo a liberdade individual e a liberdade religiosa, além de, defender o multiculturalismo e liberalização das regras para a entrada de imigrantes. Além disto, o partido é, declaradamente, ecologista, sendo considerado o partido mais ecologista após o Partido Verde.
Uma questão polémica é o eurocepticismo do partido que, em 1972, levou à facção pró-UE separar-se do partido e, formar o Partido Popular Liberal (Det Liberale Folkepartiet).
Actualmente, o líder do partido é Trine Skei Grande e, é membro do Partido da Aliança dos Democratas e Liberais pela Europa e da Internacional Liberal.

## Ideologia
As quatro questões principais do Partido Liberal são a educação, o meio ambiente, as pequenas empresas e o bem-estar, e o partido descreve as suas prioridades:
1. Foco no conhecimento: A coisa mais importante para uma boa educação são bons professores. Então temos uma educação que investe no conhecimento e oferece oportunidades iguais para todas as crianças.
2. Escolhas ecológicas: O Partido Liberal quer levar a Noruega para uma nova direção ecológica, investindo no transporte público e nas novas tecnologias. Lofoten, Vesterålen e Senja deveriam ser protegidas.
3. Criação de valor: uma política comercial moderna, facilitano a comunidade empresarial a criar novos valores e crescimento verde.
4. Povo caloroso: Noruega como um país solidário e focado na redução da pobreza infantil.

O partido classifica-se como um partido ambientalista desde o início dos anos 30 e é hoje considerado o partido ambientalista mais progressista à direita. O partido acredita que a Noruega deve passar do imposto vermelho para o verde, deve pagar para escolher a favor do meio ambiente. O Partido Liberal é responsável por um maior investimento no transporte público, algo que o partido conseguiu em Oslo, onde a oferta aumentou e o preço foi reduzido. O partido teve o Ministro dos Transportes de 2001 a 2005, onde começaram várias vias duplas e uma ferrovia urbana em Bergen.
O Partido Liberal também é reconhecido como o partido das pequenas empresas, e especialmente o ex-líder do partido Lars Sponheim fez dos trabalhadores independentes e das pequenas empresas uma parte central da política do partido.
O partido também tem um conhecimento e política escolar como uma de suas principais questões. O Partido Liberal foi central para o desenvolvimento da escola unitária (mais tarde a escola comum) e defende um abrandamento da Lei das Escolas Particulares.

## Resultados eleitorais

### Eleições legislativas
| Data | CI. | Votos   | %            | +/-  | Deputados | +/-     | Status            |
| ---- | --- | ------- | ------------ | ---- | --------- | ------- | ----------------- |
| 1885 | 1.º | 57 683  | 63,4 / 100,0 |      | 84 / 114  |         | Governo           |
| 1888 | 1.º | 37 320  | 41,8 / 100,0 | 21,6 | 38 / 114  | 46      | Oposição          |
| 1891 | 1.º | 51 780  | 50,8 / 100,0 | 9,0  | 63 / 114  | 25      | Governo           |
| 1894 | 1.º | 83 165  | 50,4 / 100,0 | 0,4  | 59 / 114  | 4       | Governo           |
| 1897 | 1.º | 87 548  | 52,7 / 100,0 | 2,3  | 79 / 114  | 20      | Governo           |
| 1900 | 1.º | 127 142 | 54,0 / 100,0 | 1,3  | 77 / 114  | 2       | Governo           |
| 1903 | 2.º | 101 142 | 42,7 / 100,0 | 11,3 | 48 / 117  | 29      | Oposição          |
| 1906 | 1.º | 121 562 | 45,1 / 100,0 | 2,4  | 73 / 123  | 25      | Governo           |
| 1909 | 2.º | 128 367 | 30,4 / 100,0 | 14,7 | 46 / 123  | 27      | Oposição          |
| 1912 | 1.º | 195 526 | 40,0 / 100,0 | 9,6  | 70 / 123  | 24      | Governo           |
| 1915 | 1.º | 204 243 | 33,1 / 100,0 | 6,9  | 74 / 123  | 4       | Governo           |
| 1918 | 3.º | 187 657 | 28,3 / 100,0 | 4,8  | 51 / 126  | 23      | Governo           |
| 1921 | 3.º | 181 989 | 20,1 / 100,0 | 8,2  | 37 / 150  | 14      | Governo           |
| 1924 | 2.º | 180 979 | 18,6 / 100,0 | 1,5  | 34 / 150  | 3       | Governo           |
| 1927 | 3.º | 172 568 | 17,3 / 100,0 | 1,3  | 30 / 150  | 4       | Oposição          |
| 1930 | 3.º | 241 355 | 20,2 / 100,0 | 2,9  | 33 / 150  | 3       | Governo           |
| 1933 | 3.º | 213 153 | 17,7 / 100,0 | 2,5  | 24 / 150  | 9       | Governo           |
| 1936 | 3.º | 232 784 | 16,0 / 100,0 | 1,7  | 23 / 150  | 1       | Oposição          |
| 1945 | 3.º | 204 852 | 13,8 / 100,0 | 2,2  | 20 / 150  | 3       | Oposição          |
| 1949 | 3.º | 218 866 | 12,4 / 100,0 | 1,4  | 21 / 150  | 1       | Oposição          |
| 1953 | 4.º | 177 662 | 10,0 / 100,0 | 2,4  | 15 / 150  | 6       | Oposição          |
| 1957 | 4.º | 171 407 | 9,6 / 100,0  | 0,4  | 15 / 150  | Estável | Oposição          |
| 1961 | 4.º | 132 429 | 7,2 / 100,0  | 2,4  | 14 / 150  | 1       | Oposição          |
| 1965 | 3.º | 207 834 | 10,2 / 100,0 | 3,0  | 18 / 150  | 4       | Governo           |
| 1969 | 3.º | 202 553 | 9,4 / 100,0  | 0,8  | 13 / 150  | 5       | Governo           |
| 1973 | 9.º | 49 668  | 2,3 / 100,0  | 7,1  | 2 / 155   | 11      | Oposição          |
| 1977 | 7.º | 54 243  | 2,4 / 100,0  | 0,1  | 2 / 155   | Estável | Oposição          |
| 1981 | 8.º | 79 064  | 3,2 / 100,0  | 0,8  | 2 / 155   | Estável | Oposição          |
| 1985 | 7.º | 81 202  | 3,1 / 100,0  | 0,1  | 0 / 157   | 2       | Extra-parlamentar |
| 1989 | 7.º | 84 740  | 3,2 / 100,0  | 0,1  | 0 / 165   | Estável | Extra-parlamentar |
| 1993 | 7.º | 88 985  | 3,6 / 100,0  | 0,4  | 1 / 165   | 1       | Oposição          |
| 1997 | 7.º | 115 077 | 4,5 / 100,0  | 0,9  | 6 / 165   | 5       | Governo           |
| 2001 | 7.º | 98 486  | 3,9 / 100,0  | 0,6  | 2 / 165   | 4       | Governo           |
| 2005 | 7.º | 156 113 | 5,9 / 100,0  | 2,0  | 10 / 169  | 8       | Oposição          |
| 2009 | 7.º | 104 144 | 3,9 / 100,0  | 2,0  | 2 / 169   | 8       | Oposição          |
| 2013 | 6.º | 148 275 | 5,2 / 100,0  | 1,3  | 9 / 169   | 7       | Apoio parlamentar |
| 2017 | 6.º | 127 483 | 4,4 / 100,0  | 0,8  | 8 / 169   | 1       | Apoio parlamentar |